# Egied Van Broeckhoven
Egied (Gied) Van Broeckhoven (Antwerpen, 22 december 1933 - Kuregem, 28 december 1967) was een Belgisch jezuïet en priester-arbeider. Hij werd bekend om zijn dagboeknotities en "spiritualiteit van de vriendschap". Door sommigen wordt hij beschouwd als een mysticus. Egied Van Broeckhoven overleed op 34-jarige leeftijd ten gevolge van een arbeidsongeval.

## Biografie
Van Broeckhoven werd op 22 december 1933 geboren te Antwerpen. Zes dagen na zijn geboorte overleed zijn moeder reeds. Een tante en haar man zorgden dan voor zijn opvoeding. In 1950 werd hij als 16-jarige novice bij de jezuïeten te Drongen. Vanaf 1958 hield hij een dagboek bij. Daarin beschreef hij onder meer de twijfel of hij toch niet beter kartuizer zou worden. Uiteindelijk koos hij volmondig voor de jezuïeten.
In 1959 studeerde Van Broeckhoven af als licentiaat in de klassieke filologie aan de Katholieke Universiteit Leuven.
In 1964 werd hij tot priester gewijd.
In de jaren 1960 kende het verschijnsel priester-arbeider een sterke opkomst en Van Broeckhoven besloot om deze weg te gaan. Samen met 2 andere jezuïeten - waaronder Hugo Carmeliet - vestigde hij zich in een arme migrantenbuurt in Anderlecht (Kuregem). Hij werkte er in enkele fabrieken. De laatste was een staalfabriek Devisch, waar hij  grote metalen platen van anderhalve op zes meter moest opvangen. Op 28 december 1967 brak een steunpilaar en kreeg Van Broeckhoven tonnen platen op zich. Hij was op slag dood.

## Geschriften en publicaties
De teksten van Egied Van Broeckhoven bestaan uit 26 schriften dagboeknotities. In totaal tellen deze 1640 bladzijden. Hierop werden verschillende publicaties gebaseerd. Terugkerende thema's in zijn geschriften zijn de godservaring, de vriendschap en het apostolaat in de wereld. Van Broeckhoven werd hierbij erg geïnspireerd door Hadewijch, Ruusbroec en Teilhard de Chardin.
- In 1971 werd een deel van de dagboeknotities van Egied Van Broeckhoven uitgegeven onder de titel "Dagboek van de vriendschap".
- De jaren daarop volgden vertalingen in het Duits (1972), Italiaans (1972), Spaans (1973), Portugees (1975), Frans (1976)[5], Engels (1977), Zweeds (1979) en Indonesisch.
- In 2007 werd een bloemlezing van de dagboekgeschriften gepubliceerd met als titel: "Trek je sandalen uit. Uit het dagboek van Egied Van Broeckhoven".
- In 2023 werd Dagboek van de vriendschap opnieuw gepubliceerd, met begeleidende teksten door John Arblaster, Dries Bosschaert, Hugo Carmeliet, Rob Faesen en Theo Van Drunen, Antwepen/Baarn, Hadewijch/Adveniat, 2023.

## Jezuïetenschool
- Eind 2017 begon in Sint-Jans-Molenbeek nabij het Station Brussel-West de bouw van een nieuwe Nederlandstalige secundaire school van de jezuïeten. Deze kreeg als naam de Egied van Broekhovenschool.[6] Op 1 september 2023 opende deze school haar deuren om de leerlingen in het 1ste jaar te verwelkomen.[7][8]